# توماس باتريك مور (لاعب كرة قدم)
توماس باتريك مور (بالإسبانية: Thomas Patrick Moore)‏ هو لاعب كرة قدم أرجنتيني، (ولد في بوينس آيرس في الأرجنتين 1872 – 1934 م).